# Вознесенка (Яйский район)
Вознесенка — село в Яйском районе Кемеровской области России. Административный центр Вознесенского сельского поселения.

## География
Село находится в северной части области, к северу от реки Китат (приток реки Яя), на расстоянии примерно 28 километров (по прямой) к западу-северо-западу (WNW) от районного центра посёлка городского типа Яя. Абсолютная высота — 156 метров над уровнем моря.
Часовой пояс
Село Вознесенка, как и вся Кемеровская область, находится в часовой зоне МСК+4. Смещение применяемого времени относительно UTC составляет +7:00.

## История
Село было основано в 1908 году.
По данным 1926 года имелось 102 хозяйства и проживало 518 человек (в основном — русские). Функционировали школа I ступени, изба-читальня, фельдшерский пункт и лавка общества потребителей. В административном отношении село являлось центром Вознесенского сельсовета Судженского района Томского округа Сибирского края.

## Население
| 2010 |
| ---- |
| 391  |

Гендерный состав
По данным Всероссийской переписи населения 2010 года в гендерной структуре населения мужчины составляли 47,8 %, женщины — соответственно 52,2 %.
Национальный состав
Согласно результатам переписи 2002 года, в национальной структуре населения русские составляли 95 % из 544 чел.

## Инфраструктура
В селе функционируют фельдшерско-акушерский пункт, основная общеобразовательная школа, сельский клуб, библиотека и отделение Почты России.

## Улицы
Уличная сеть села состоит из пяти улиц.